# Аналогова обчислювальна машина

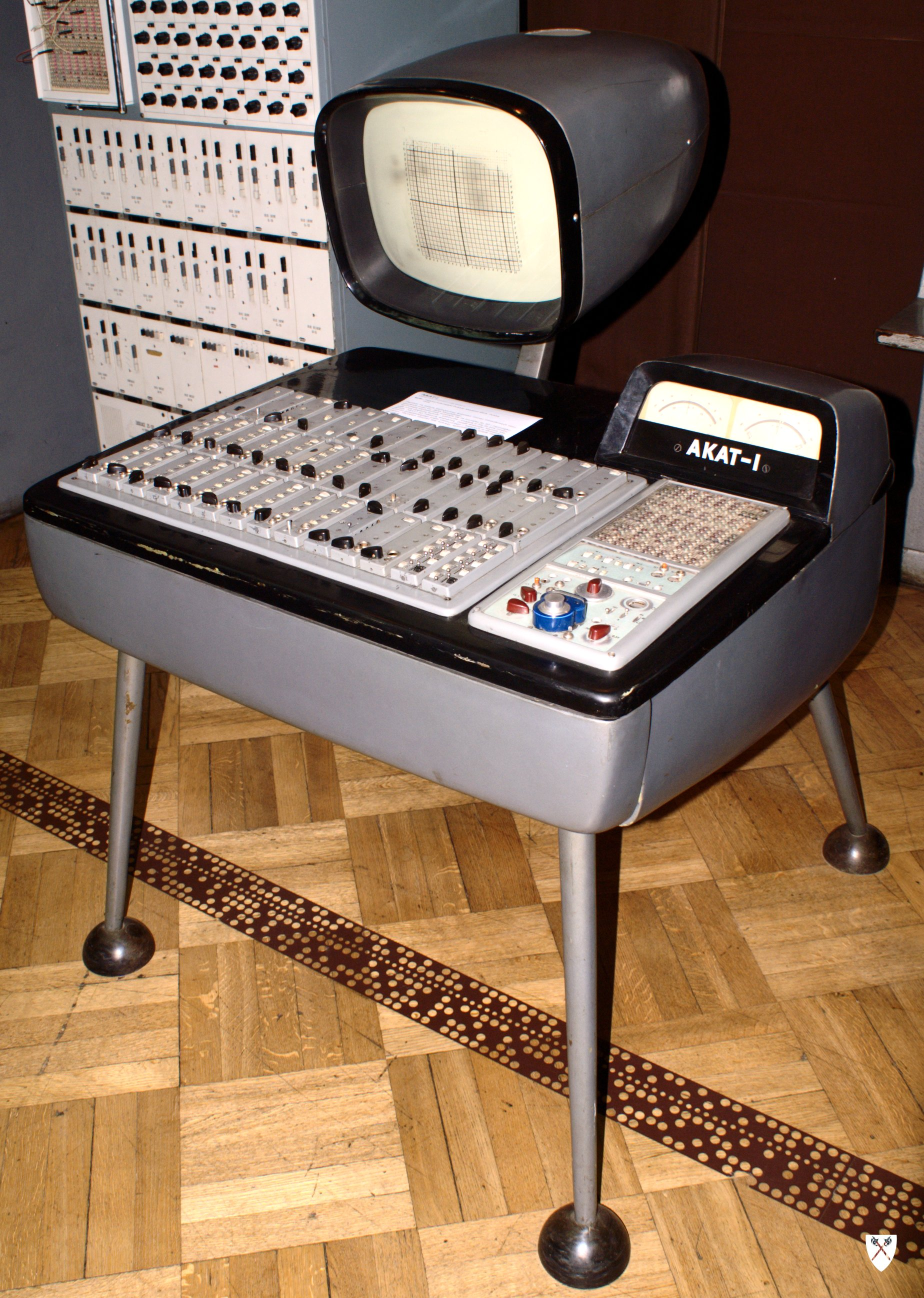
Польський аналоговий комп'ютер AKAT-1.

Аналогова обчислювальна машина (АОМ) (нім. Analogrechner) — обчислювальна машина, яка обробляє інформацію, представлену в аналоговій (неперервній) формі.

## Опис
Загалом, аналогові машини — спеціально сконструйовані матеріальні системи (моделі), призначені для відтворювання (моделювання) певних, характерних для даного класу задач, співвідношень між неперервно змінними фізичними величинами (машинними змінними)  — аналогами відповідних відправних математичних змінних розв'язуваної задачі.
Залежно від фізичного процесу, покладеного в основу математичної моделі розрізняють електронні (електричні), електромеханічні, механічні, гідравлічні, пневматичні та ін.
Найпоширеніші електронні аналогові машини, в яких машинними змінними є електрична напруга і струм, а співвідношення, що визначаються, моделюються фізичними процесами, що протікають у електричних колах.
Аналогові комп'ютери працюють у режимі реального часу і тому використовуються для спостереження і керування іншими подіями по мірі їх виникнення.
Це обчислювальна машина, в якій кожному миттєвому значенню змінної величини, що бере участь у вихідних співвідношеннях, ставиться у відповідність миттєве значення іншої (машинної) величини, що часто відрізняється від вихідної фізичною природою і масштабним коефіцієнтом. Кожній елементарній математичній операції над машинними величинами, як правило, відповідає деякий фізичний закон що встановлює математичні залежності між фізичними величинами на виході і вході вирішального елементу (наприклад, закони Ома і Кірхгофа для електричних ланцюгів, вираження для ефекту Холла, лоренцової сили тощо).
Особливості представлення вихідних величин і побудови окремих вирішальних елементів значною мірою зумовлюють порівняно велику швидкість роботи АОМ, простоту програмування і набору завдань, проте обмежуючи сферу застосування і точність отримуваного результату. АОМ відрізняється також малою універсальністю (алгоритмічна обмеженість) — при переході від рішення завдань одного класу до іншого потрібно змінювати структуру машини і число вирішальних елементів.

## Історична довідка
Першим аналоговим обчислювальним пристроєм зазвичай називають логарифмічну лінійку, що з'явилася близько 1600 року. Графіки й номограми — наступний різновид аналогових обчислювальних пристроїв — для визначення функцій декількох змінних; уперше зустрічаються в керівництві з навігації в 1791 році. У 1814 році англійський учений Дж. Герман розробив аналоговий прилад — планіметр, призначений для визначення площі, обмеженої замкнутої кривої на площині. Планіметр був вдосконалений у 1854 році німецьким ученим А. Амслером. Його інтегруючий прилад з колесом, що котиться, привів пізніше до винаходу англійським фізиком Дж. Томсоном фрикційного інтегратора. У 1876 році інший англійський фізик В. Томсон застосував фрикційний інтегратор в проекті гармонійного аналізатора для аналізу і передбачення висоти припливів в різних портах. Він показав в принципі можливість вирішення диференціальних рівнянь шляхом з'єднання декількох інтеграторів, проте через низький рівень техніки того часу ідея не була реалізована.
Перша механічна обчислювальна машина для вирішення диференціальних рівнянь при проектуванні кораблів була побудована А. Н. Криловим у 1904 році. У основу її була покладена ідея інтеграфа — аналогового інтегруючого приладу, розробленого польським математиком Абданк-Абакановичем (1878) для здобуття інтеграла довільної функції, викресленої на плоскому графіку.
Подальший розвиток механічних інтегруючих машин пов'язаний з роботами американського вченого С. Буша, під керівництвом якого була створена чисто механічна інтегруюча машина (1931), а потім її електромеханічний варіант (1942). У 1936 році російський інженер Н. Мінорський запропонував ідею електродинамічного аналога. Поштовх розвитку сучасних АОМ постійного струму дала розробка Б. Расселом (1942—1944, США) вирішального підсилювача.

## Завдання АОМ
ОМ в основному застосовується при вирішенні наступних завдань:
- Контроль і керування. У системах автоматичного керування АОМ користуються, як правило, для визначення або формування закону керування, для обчислення звідних параметрів процесу (ккд, потужність, продуктивність і ін.). Якщо задано математичний вираз, що визначає зв'язок звідного параметра або дії, що управляє, з координатами об'єкта, АОМ служать для вирішення відповідного рівняння. Результат обчислень поступає або на виконавчий механізм (замкнута система), або до оператора. У останньому випадку АОМ працює як інформаційний пристрій. Наприклад, АОМ широко поширені для оцінки економічної ефективності енергетичних систем, і ті ж АОМ можуть управляти виконавчими механізмами, тобто служити автоматичними регулювальниками. Коли закон керування заздалегідь не визначений, а задані лише деякий критерій оптимальності і граничні умови, АОМ застосовуються в системах пошуку оптимального керування і служать математичною моделлю об'єкта.

- Випереджаючий аналіз, заснований на швидкодії. Багато разів вирішуючи систему рівнянь, що описують керований процес, враховуючи його поточні характеристики, АОМ за короткий час «переглядає» велике число варіантів рішень, параметрів, що відрізняються значеннями, підлягають зміні при управлінні процесом. Набагато випереджаючи хід процесу, АОМ прогнозує сигнали керування які можуть забезпечити необхідну якість протікання процесу. Знайдені машиною значення передаються на регулюючі пристрої, наприклад у вигляді положень їхніх уставок, після чого пошук найкращого варіанту продовжується. У режимі випереджаючого аналізу АОМ виконують функції або машин-порадників, коли оператор користується результатами отриманих на машині розрахунків для ручного або напівавтоматичного керування, або машин, що управляють, автоматично враховують поточні характеристики процесу і керівників ним за оптимальними показниками. Вибір найкращого режиму технологічного процесу здійснюється також самоналагоджувальними математичними машинами в режимі випереджаючого аналізу.

- Експериментальне дослідження поведінки системи з апаратурою керування або регулювання в лабораторних умовах. За допомогою АОМ відтворюється та частина системи, яка за якими-небудь причинами не може бути відтворена в лабораторних умовах. Зв'язок АОМ з апаратурою керування або регулювання в основному здійснюється перетворюючими пристроями, в яких машинні змінні змінюються за масштабом і формою представлення.

- Аналіз динаміки систем керування або регулювання. Задані рівняння вирішуються у вибраному масштабі часу з метою знаходження основних параметрів, що забезпечують необхідне протікання процесу. Особливо важливі швидкодіючі АОМ, з допомогою яких в прискореному масштабі часу можна вирішувати деякі ітеративні завдання, завдання оптимізації, а також реалізувати метод Монте-Карло, що вимагає багатократного вирішення стохастичних диференціальних рівнянь. Тут АОМ різко скорочує час проведення розрахунків і робить наочними результати.

- Вирішення завдань синтезу систем керування і регулювання зводиться до підбору за заданими технічними умовами структури змінної частини системи, функціональних залежностей необхідного вигляду і значень основних параметрів. Остаточний результат виходить багатократним повторенням рішення і зіставленням його з прийнятим критерієм близькості. Завдання цього типа часто зводяться до відшукання екстремуму деякого функціонала.

- Вирішення завдань за визначенням обурень або корисних сигналів, що діють на систему. В цьому разі за диференціальними рівняннями, що описують динамічну систему, за значеннями початкових умов, за відомим з експерименту характером зміни вихідної координати і статистичними характеристикам шумів у вимірюваному сигналі визначається значення збурення або корисного сигналу на вході. АОМ може також служити для побудови приладів, що автоматично реєструють збурення і виробляють сигнал керування залежно від характеру і розміру збурень.

## Класифікація
АОМ складаються з деякого числа вирішальних елементів, які за характером виконуваних математичних операцій діляться на лінійні, нелінійні і логічні. Лінійні вирішальні елементи виконують операції підсумовування, інтеграції, зміни знаку, множення на постійну величину і ін. Нелінійні (функціональні перетворювачі) відтворюють нелінійні залежності.
Розрізняють вирішальні елементи, призначені для відтворення заданої функції від одного, двох і більшого числа аргументів. З цього класу зазвичай виділяють пристрої для відтворення розривних функцій одного аргументу (типові нелінійності) і розмножувально-ділильні пристрої. До логічних вирішальних елементів відносяться пристрої безперервної логіки, наприклад призначені для виділення найбільшою або найменшою з декількох величин, а також пристрою дискретної логіки, релейні перемикальні схеми і деякі ін. спеціальні блоки. Для зв'язку пристроїв безперервної і дискретної логіки широко користуються гібридними логічними пристроями (наприклад, компараторами). Всі логічні пристрої зазвичай об'єднуються в одному, що отримав назву пристрою паралельної логіки. Воно забезпечується своїм набірним полем для з'єднання окремих логічних пристроїв між собою і з останніми вирішальними елементами АОМ.
Залежно від фізичної природи машинних величин розрізняють механічні, пневматичні, гідравлічні, електромеханічні і електронні АОМ. Найпоширеніші електронні АОМ, такі, що відрізняються значно ширшою смугою пропускання, зручністю сполучення декількох машин між собою і з елементами апаратури керування. Ці машини збираються з готових радіотехнічних вузлів і напівфабрикатів. Вирішальні елементи АОМ будуються в основному на базі багатокаскадних електронних підсилювачів постійного струму з великим коефіцієнтом посилення в розімкненому стані і глибоким негативним зворотним зв'язком. Залежно від структури і характеру вхідного ланцюга і ланцюга зворотного зв'язку операційний підсилювач виконує лінійну або нелінійну математичну операцію або комбінацію цих операцій.
Унаслідок неідеальної роботи окремих вирішальних елементів, неточності установки їхніх коефіцієнтів передачі і початкових умов, рішення, знайдене за допомогою АОМ, має похибку. Результуюча похибка залежить не лише від перерахованих первинних джерел, але і від характеру і особливостей вирішуваного завдання. Як правило, похибка збільшується із зростанням числа вирішальних (особливо нелінійних) елементів, включених послідовно. Практично можна вважати, що похибка під час дослідження стійких нелінійних систем автоматичного керування не перевищує декілька %, якщо порядок системи диференціальних рівнянь не вище 10.
За структурою розрізняють АОМ з ручним і з автоматичним програмним керуванням. У першому випадку вирішальні елементи перед початком рішення з'єднуються між собою відповідно до послідовності виконання математичних операцій, що задаються вихідним завданням. У машинах з програмним керуванням послідовність виконання окремих математичних операцій міняється в процесі рішення задачі відповідно до заданого алгоритму рішення. Зміну в ході рішення порядку виконання окремих операцій обумовлює переривистий характер роботи машини: період рішення змінявся періодом останову (для виконання необхідних комутацій). При такому режимі АОМ повинна забезпечуватися аналоговим пристроєм, що запам'ятовує.
Наявність пам'яті і дискретність характеру роботи машини дають можливість організувати багатократне використання окремих вирішальних елементів і тим скоротити їхню кількість, не обмежуючи класу вирішуваних завдань, правда, за рахунок зниження швидкодії.
Значний інтерес представляють машини: з великою частотою повторення вирішення (30—1000 Гц) у зв'язку із створенням систем автоматичного керування, а також з необхідністю організації пошуку оптимальних в деякому розумінні структур і параметрів систем керування.

## Підвищення ефективності
Підвищення ефективності АОМ пов'язане з впровадженням в аналогову техніку цифрових методів, зокрема цифрових диференціальних аналізаторів, в яких окремі вирішальні елементи виконують математичні операції над приростами змінних, представлених в одному з цифрових кодувань, з передачею результатів від елемента до елемента за принципами АОМ. Вживання цифрових диференціальних аналізаторів, особливо послідовних, для спеціальних АОМ, не вимагаючих високої швидкодії, знижує загальний об'єм апаратури, хоча в останніх випадках вони за всіма технічними показниками і можливостями істотно поступаються цифровим обчислювальним машинам. Набагато більшими можливостями володіють гібридні обчислювальні системи, в яких вихідні величини представлені одночасно в цифровій і аналоговій формі.
Перспективні для повної автоматизації АОМ так звані матричні моделі. Їхній основний недолік — велика кількість апаратури — у зв'язку з появою інтегральних схем вже не має вирішального значення.

## Технічні характеристики
Основні технічні характеристики деяких типів електронних АОМ загального призначення(див. табл.). Перші 5 типів установок — портативні малогабаритні настільні пристрої. ІПТ-5 виконана з окремих блоків — з лінійних вирішальних елементів. Блокову конструкцію має також ЕМУ-8, кожен блок якої складається з 4 вирішальних елементів. Блоки ЕМУ-8 не вимагають стабілізованих джерел живлення. ЛМУ-1 складається з окремих секцій; ІПТ-5 і ЛМУ-1 у поєднанні з набором нелінійних блоків дозволяють вирішувати також і нелінійні завдання. МН-7 (настільного типа) має обмежений фіксований склад вирішальних елементів, що обмежує її вживання. Установки МН-8, МН-14, МН-17, ЕМУ-10 — багатосекційні, розраховані на вирішення складних завдань. Так, МН-8 має 80 операційних підсилювачів і 28 нелінійних вирішальних елементів; МН-14 — 360 підсилювачів, 92 нелінійних вирішальних елементів; ЕМУ-10 —48 операційних підсилювачів, 30 нелінійних вирішальних елементів. Установки МН-14 і ЕМУ-10 забезпечені змінними набірними полями, цифровими вольтметрами, системою керування, що полегшує набір завдання і установку початкових умов. У МН-14 передбачена можливість керування від перфострічки. ЕМУ-10 відрізняється широкою смугою пропускання основних вирішальних елементів і забезпечена вирішальними підсилювачами з трьома паралельними каналами посилення.
| Тип установки | Вигляд диференціальних рівнянь, що вирішуються на установці                                  | Макс. порядок диференц. рівнянь або число рівнянь 1-го порядку в системі          | Допустима тривалість вирішення (сек)     | Габаритні розміри (мм) або площа, яку займає установка (м²) | Споживана потужність (кВа) | Джерело живлення                                         |  |
| ------------- | -------------------------------------------------------------------------------------------- | --------------------------------------------------------------------------------- | ---------------------------------------- | ----------------------------------------------------------- | -------------------------- | -------------------------------------------------------- |  |
| ІПТ-5         | Лінійні з постійними і змінними коефіцієнтами                                                | 9                                                                                 | 150                                      | 2000´400                                                    | 2,4                        | Стабілізоване                                            |  |
| ЛМУ-1         | Лінійні з постійними і змінними коефіцієнтами                                                | 6—9                                                                               | 200—400                                  | 622´476´1230                                                | 2,1                        | Стабілізоване                                            |  |
| МН-7          | Лінійні і нелінійні з невеликим числом неліних операцій                                      | 6                                                                                 | 200                                      | 700 ´440´380                                                | 0,73                       | Стабілізоване                                            |  |
| ЕМУ-8         | Лінійні і нелінійні                                                                          | Набір із стандартних блоків, кожен призначений для вирішення рівнянь 2-го порядку | 2000                                     | Розмір блоку 350´300´300                                    | 0,06                       | Нестабілізоване                                          |  |
| МН-11         | Лінійні і нелінійні з автоматичним пошуком рішення за заданим критерєм                       | 6—9                                                                               | Частота повторень вирішення 100 ріш./сек | 15                                                          | 10                         | Стабілізоване                                            |  |
| МН-8          | Лінійні і нелінійні з великим числом змінних коефіцієнтів і нелінійних вирішальних елементів | 32                                                                                | 1800                                     | 60                                                          | 35                         | Стабілізоване                                            |  |
| МН-14         | Лінійні і нелінійні з великим числом нелінійних вирішальних елементів                        | 30                                                                                | 10000                                    | 40                                                          | 15                         | Стабілізоване                                            |  |
| ЕМУ-10        | Лінійні і нелінійні зі змінним запізнюванням. Вирішення завдань автоматичної оптимізації     | 24                                                                                | 2000                                     | 5                                                           | 3,5                        | Нестабілізоване з малопотужним допоміжним стабілізатором |  |
| МН-17         | Лінійні і нелінійні з пост.(постанов) коефф.(коефіцієнт)                                     | 60                                                                                | 0,1-1000                                 | 7520´2390´1024                                              | 5                          | Мережа трифазного змінного струму 220/380 В, 50 Гц       |  |